# Ogetsu-no-hime
Ogetsu-no-hime er fødens gudinde i shinto. Hun blev slået ihjel af Tsuki-yomi, da han blev fornærmet over, at hun serverede ham mad fra hendes kønsåbninger. Efter hendes død skabtes fem af de vigtigste grundelementer i japansk føde (ris, hirse, røde bønner og soyabønner samt hvede) fra hendes kropsåbinger.
| Religion | Spire Denne religionsartikel er en spire som bør udbygges. Du er velkommen til at hjælpe Wikipedia ved at udvide den. |